# (5807) Mshatka
(5807) Mshatka es un asteroide perteneciente al cinturón de asteroides, región del sistema solar que se encuentra entre las órbitas de Marte y Júpiter, descubierto el 30 de agosto de 1986 por Liudmila Chernyj desde el Observatorio Astrofísico de Crimea (República de Crimea).

## Designación y nombre
Designado provisionalmente como 1986 QA4. Fue nombrado Mshatka en homenaje a la finca de Nikolái Yakóvlevich Danilevski, naturista, pensador, filósofo, sociólogo, publicista y científico, cuyo libro Rusia y Europa contiene ideas que aún son vitales hoy en día. Muchos escritores rusos conocidos se quedaron en Mshatka, y Danilevskij está enterrado allí.

## Características orbitales
Mshatka está situado a una distancia media del Sol de 3,051 ua, pudiendo alejarse hasta 3,379 ua y acercarse hasta 2,722 ua. Su excentricidad es 0,107 y la inclinación orbital 2,093 grados. Emplea 1946,62 días en completar una órbita alrededor del Sol.

## Características físicas
La magnitud absoluta de Mshatka es 13. Tiene 12,639 km de diámetro y su albedo se estima en 0,111. 